# ポイツ・ジェガーズ症候群
ポイツ・ジェガーズ症候群（ポイツ・ジェガーズしょうこうぐん、英: Peutz–Jeghers syndrome）とは大腸に100個以上のポリープ（ポリポーシス）が発生する常染色体優性遺伝疾患のこと。

## 概要
オランダの医師J.A.Peutz（1921年)とアメリカの医師Harold Jeghers(1949年)が腸管過誤腫ポリープを主体とする常染色体優性遺伝性ポリポーシスを報告した。染色体19番目の短腕にあるセリン・スレオニンキナーゼであるSTK11が原因と考えられている。発生頻度は家族性、散発性を合わせて12万人に1人とされる。

## 病態

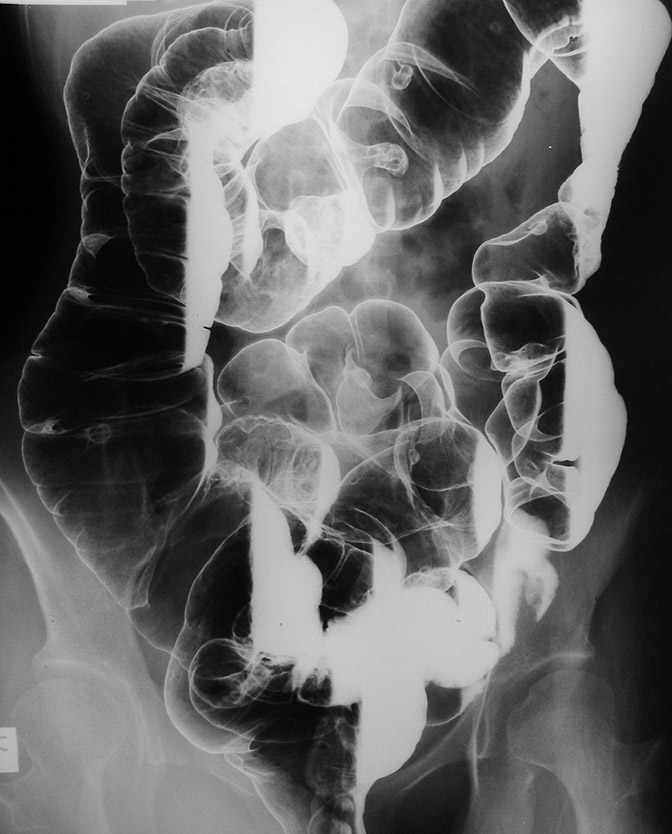
ポイツ・ジェガーズ症候群の患者の注腸造影写真

胃・腸管に過誤腫性ポリポーシスを生じる。口唇・手足に特異な色素沈着を認める。膵癌、乳癌、子宮癌の合併率が高い。

## 治療
治療は原則としてポリープと悪性腫瘍の切除である。

## 関連疾患
- 家族性大腸腺腫症:胃、十二指腸、大腸にポリポーシスができる常染色体優性遺伝病。
- ガードナー症候群（Gardner's syndrome）:大腸腺腫症に頭蓋骨や下顎骨に多発する骨腫、軟部組織（デスモイド等）合併したもの。
- 遺伝性非ポリポーシス大腸癌
- ターコット症候群（Turcot's syndrome）:大腸線維腫に神経系腫瘍が合併したもの。
- クロンカイト・カナダ症候群：胃、大腸にポリポーシスが発生し手足に色素沈着、中年発症、非遺伝性疾患。
- カウデン症候群：消化管にポリポーシスが発症し、顔面に小丘疹、四肢に角化性丘疹、口腔粘膜に乳頭腫が見られる疾患。